# Summarium
Summarium (Summarium Societatis Scientiarum Catholicae Universitatis Lublinensis Ioannis Pauli II) – rocznik wydający prace członków Towarzystwa Naukowego Katolickiego Uniwersytetu Lubelskiego.
Komitet redakcyjny: Arkadiusz Jabłoński, Agnieszka Lekka-Kowalik, Stanisław Majdański (redaktor naczelny), Stanisław Sarek (sekretarz).
W periodyku zamieszczane są: odczyty i wykłady, sylwetki uczonych, sprawozdania Towarzystwa Naukowego KUL.